# Grupo Herdez
Grupo Herdez, S.A.B. de C.V., es una empresa multinacional mexicana con sede en la Ciudad de México dedicada a la distribución de alimentos y bebidas fundada en 1914 en Monterrey, Nuevo León. Su actividad principal es el sector de alimentos procesados y helados de yogur, así como la distribución de productos de alimentación mexicanos en los Estados Unidos y alrededor del mundo.

## Historia
Grupo Herdez, S.A.B de C.V. fue fundado en 1914 como una distribuidora de productos de tocador y artículos para el cuidado personal bajo el nombre de Compañía Comercial Herdez, ubicada en la ciudad de Monterrey, Nuevo León. En 1929, Don Ignacio Hernández del Castillo se incorpora a la compañía e impulsa de manera significativa su crecimiento debido a su gran habilidad comercial, convirtiéndose en el dueño de la compañía en 1932.
Así, en 1945, ingresan a la compañía los hijos de Don Ignacio, Enrique e Ignacio Hernández-Pons, quienes asumen la responsabilidad de las ventas, la producción y el almacén para favorecer la curva ascendente del éxito. Una parte muy importante en la historia de la compañía se dio en 1947, cuando se hace un cambio en la estrategia de crecimiento y se decide crear McCormick de México en conjunto con McCormick Company, estableciendo así su primer alianza estratégica para el mercado mexicano. De esta unión, surgen importantes productos que en la actualidad son líderes en sus categorías, como la mayonesa con limón, que cambió el hábito de consumo de los mexicanos con una receta 100% mexicana.
De esta forma, en la década de los años 1950, la compañía se posicionaba como una de las empresas de distribución líderes en México, comercializando una gran diversidad de marcas y productos con alto reconocimiento en el mercado.
Durante la década de los años 1960, se tomó una de las decisiones más importantes en la historia de la compañía al crear una línea propia de productos enlatados bajo la marca Herdez®, incursionando en las categorías de champiñones, chícharos, concentrado de tomate y camarones.
Fue en la década de los años 1970, cuando Don Enrique Hernández-Pons asume la presidencia de la compañía y continúa con el crecimiento, adquiriendo la fábrica de mole Doña María, otra de las marcas emblemáticas de su actual portafolio.
En el año 1991, Herdez decide listar su capital en la Bolsa Mexicana de Valores, y al mismo tiempo introducir nuevos productos y la innovación para el mercado mexicano al envasar salsas en frascos de vidrio con la adquisición de Grupo Búfalo. En esa misma década, Grupo Herdez se consolida como líder en el mercado de alimentos procesados y crea una nueva asociación con Barilla para la creación de Barilla México, cuya principal línea de productos son las pastas alimenticias. En 2004, asume la presidencia del consejo y la dirección general Héctor Hernández-Pons Torres, quien actualmente ocupa dichos cargos y quien ha sido pieza fundamental de la consolidación de la compañía.
En 2008, Grupo Herdez se asocia con Grupo Kuo creando Del Fuerte, y en 2009 se funda MegaMex en los Estados Unidos con el objetivo de atender a los consumidores que gustan de la comida mexicana. Actualmente, MegaMex está posicionada como una de las empresas líderes en el segmento de comida mexicana atendiendo a toda la población de ese país.
En 2013, extendió las capacidades del segmento de congelados incorporando una marca líder en el segmento de helado de yogur con Grupo Nutrisa.
Las últimas adquisiciones del grupo se llevaron en los últimos meses de 2019 y a principios de 2020, el Grupo Herdez en 2019 extendió las capacidades de la empresa al incursionar en el segmento de cafeterías incorporando una marca líder en el centro del país, Cielito Querido Café la cual se incorpora a sus cafeterías Lavazza. A principios de 2020, adquiere Helados Moyo y logra dar el paso con su primer alianza de transformación digital con Google Cloud.

## Sustentabilidad
Desde 2012, Grupo Herdez está comprometido con la iniciativa de responsabilidad corporativa del Pacto Mundial de las Naciones Unidas y sus principios. Por ello, su estrategia está alineada a 6 Objetivos de Desarrollo Sostenible, con el propósito de aportar de manera positiva a los compromisos de la Agenda 2030, propuesta por la ONU.
Gracias a esto, el grupo cuenta con una estrategia de sustentabilidad renovada y transformada que trabaja en tres pilares: Personas, Comunidad y Planeta. Con esta estrategia, consolidan acciones que buscan fortalecer el propósito de la empresa y sus marcas, al trabajar por los derechos de las personas, el desarrollo de las comunidades y apostar por un mundo más sustentable.
Para el cierre de 2020, Grupo Herdez obtuvo los siguientes resultados:
- Inversión del 2.8% de la utilidad neta consolidada en programas sociales
- Disminución a un 14% las emisiones totales
- Reciclaje del 83% de los residuos generados
- 63% del consumo de energía proveniente de fuentes limpias
- Reducción del 18% en el consumo de combustibles no renovables
- Se dio por comenzado el proyecto Science Based Targets

## Marcas
Marcas en México: Aires de Campo, Barilla, Blasón, Búfalo, Carlota, Chilim Balam, Cielito Querido Café, Del Fuerte, Doña María, Embasa, Flaveur, Frank’s Red Hot, French’s, Helados Nestlé®, Herdez, Libanius, Liguria, McCormick, Moyo, Nutrisa, Onei, Señor Cactus, Yavaros y Yemina.
Marcas en los Estados Unidos: Búfalo, Chi-chi´s, Del Fuerte, Don Miguel, Doña María, Embasa, Herdez, La Victoria y Wholly Guacamole.

### Adquisiciones más relevantes
- 1972 - Doña María
- 1978 - Carlota
- 1993 - Búfalo
- 1996 - Yavaros Industrial, S.A. de C.V.
- 2010 - Don Miguel
- 2011 - Aires de Campo y Fresherized Foods
- 2013 - Nutrisa
- 2015 - Helados Nestlé[2]
- 2019 - Cielito Querido Café
- 2020 - Moyo
- 2023 - Chilim Balam

## Acuerdos de distribución
- Betty Crocker: marca de productos de repostería
- Cinnamon Toast Crunch Treats: barras de cereal de canela
- Fiber One: productos saludables de fibra
- Fruit by the Foot: rollos de sabores frutales
- Fruit Gushers: gomitas de sabores frutales
- Fruit Roll-Ups: rollos de sabores frutales
- Golden Grahams Treats: barras de cereal de trigo
- Häagen Dazs: marca de helados
- Herdez Gogo Squeez®: pulpa de fruta sin azúcar añadida
- Kikkoman®: salsas de soya y teriyaki
- Lärabar: chocolates rellenos de trufa
- LaVazza: marca italiana de cafeterías
- Lucky Charms Treats: barras de cereal con malvaviscos
- Nature Valley: barras de cereal naturales
- Ocean Spray®: jugos y jaleas de arándano y arándanos deshidratados
- Pillsbury: marca de productos de repostería
- Reynolds®: empaques domésticos incluyendo papel aluminio, plástico, encerado y bolsas re-sellables
- Skippy®: crema de cacahuate
- Truvía®: endulzante natural sin calorías